# フーゴ・マイスル
フーゴ・マイスル（Hugo Meisl, 1881年11月16日 - 1937年2月17日 ）は、オーストリアの元サッカー指導者、サッカー審判員。

## 人物
豊富な語学力を駆使してオーストリア・サッカー協会会長や国際サッカー連盟(FIFA)の理事として活躍、ヨーロッパ大陸で最も歴史のあるプロ・サッカーリーグである、オーストリア・ブンデスリーガや欧州ネイションズカップ、世界初となるクラブチームによる国際大会ミトローパ・カップなどの創設を自ら手掛け、ヨーロッパ各国より国家勲章を受章。ヨーロッパ・サッカーの歴史を語るには欠かせない人物である。
また、1930年代にはヴンダーチームと呼ばれたオーストリア代表の監督を務め、優れた功績を残し、「オーストリア・サッカーの父」と呼ばれている。

## 経歴
マイスルは1881年11月16日にボヘミアで、貿易商を営むユダヤ人の裕福な家庭に生まれた。1893年、12歳の時にウィーンへ移住しビジネススクールへ入学した。1895年にはウィーンCFCへ入団しサッカーを学んだが、成人後には銀行員となり本格的なサッカー選手への道は閉ざした。
選手としては大成しなかったものの、サッカーとの関係は途切れず、1895年に審判員となり、オーストリアを代表する主審として1908年6月10日のハンガリー代表対イングランド代表との最初の国際試合（試合は7-0でイングランドの勝利）や、1912年の夏季ストックホルムオリンピックにおいて主審を務めるなど、16の国際試合で主審を務めた。
また、8ヶ国語（ドイツ語、チェコ語、イタリア語、フランス語、英語、スウェーデン語、スペイン語、オランダ語）を自由に操るマイスルは1907年から協会レベルでの国際外交でも活躍、オーストリア・サッカー協会やFIFAで欠くことのできない存在となっていった。
1912年12月22日、31歳の時にオーストリア代表監督にも就任。アウェイのイタリア戦で初めて指揮を執った（試合は3-1でオーストリアの勝利）。しかし、1914年の第一次世界大戦の勃発により経歴を中断した。
戦後、オーストリア・サッカー協会の会長となったマイスルは欧州ネイションズカップ、世界初となるクラブチームによる国際大会、オーストリアにおけるプロリーグの設立に尽力した。またイングランドのハーバート・チャップマンやイタリアのヴィットリオ・ポッツオらといった指導者達と交流を深め、オーストリアのサッカーレベルの向上に努めた。
1919年から再び代表監督の座に返り咲いたマイスルは、イングランドからジミー・ホーガンをコーチとして招聘した。ホーガンはショートパスを繋ぐ「スコットランド・スタイル」のサッカーをヨーロッパ大陸に紹介した人物といわれている。このことはオーストリアのみならず1950年代にマジック・マジャールと呼ばれたハンガリー代表にも影響を与えた。
マイスルやホーガンの指導が実を結び、1930年代に入るとオーストリアのサッカーは黄金期を迎えた。紙の男（der Papierene）ことマティアス・シンデラーらを擁した同国は、1931年4月12日のチェコスロバキア戦を2-1で勝利するとヨーロッパの国際試合において14試合連続無敗（11勝3分）の記録を打ち立てた。中でも1931年5月16日に行われたスコットランドとの一戦（5-0でオーストリアの勝利）、スイス戦（8-1でオーストリアの勝利）、ハンガリー戦（8-2でオーストリアの勝利）は評判を呼び、ヴンダーチームと称された。
1931年5月から1934年6月までの3年あまりで30試合して21勝6分3敗、101得点を挙げるという圧倒的な成績を残し、ドイツ（6‐0）、フランス（4‐0）、スイス（8‐1）、イタリア（2‐1）、ベルギー（6‐1）、オーストリアと同じく世界最強代表チームと言われたハンガリー（8‐2）を破るなど、オーストリア代表の第1黄金時代を作り上げた。
1932年12月7日に敵地のロンドンで、サッカーの母国イングランドとの一戦は、ホームでの無敗記録を持つイングランドとヴンダーチームの対戦とあって注目を集めたが、3-4でオーストリアは敗れ、連勝記録は終わりを告げた。
1934年のFIFAワールドカップ・イタリア大会では優勝候補に挙げられたが、「ムッソリーニによる主審買収事件」により準決勝で地元イタリアに敗れ4位に終わった。
1936年のベルリンオリンピックでは「プロになれなかった3流選手の集まり」と言われたオーストリア・アマチュア代表チームを率いて出場。当初オーストリアのメディアや国民から酷評されたが、決勝戦まで勝ち進んだ。そして決勝戦では1点差で敗れた（スコアは1‐2）。しかし、オリンピック銀メダル獲得という結果を残し、当時のオーストリア・サッカーのレベルの高さを証明した。
1937年1月24日のフランス戦を最後に監督を辞任したマイスルは、その数週間後の2月17日に心臓発作により亡くなった、55歳没。